# 康世儒條款
康世儒條款是指中華民國（臺灣）政治人物康世儒當選苗栗縣竹南鎮第14、15、16屆鎮長，而引發連任次數爭議，導致地方制度法第55、56、57條「……連選得連任一『次』」修改為「……連選得連任一『屆』」的事件。

## 背景
2002年1月，康世儒當選苗栗縣竹南鎮第14屆鎮長；2005年12月，同額競選連任第15屆鎮長；2009年3月，鎮長任內參與苗栗縣第一選舉區立法委員缺額補選，當選後離職轉任立委；2009年12月，謝清泉當選第16屆鎮長，但謝清泉於2011年10月29日病逝，且遺留任期超過2年，因此於2012年1月14日辦理鎮長補選，由回鍋參選鎮長的立法委員康世儒擊敗中國國民黨提名的廖英利而當選。
至此康世儒三度當選竹南鎮長，分別為第14、15、16屆（補選當選）。

## 康世儒當選無效爭議
在第16屆鎮長補選落敗的前縣議員廖英利質疑康世儒曾連任第14、15屆鎮長，又補選上第16屆鎮長，違反地方制度法第57條第1項「連選得連任一次」的規定，向苗栗地方法院提出當選無效告訴，苗栗地院審議後認為內政部的參選資格見解不符立法意旨，認定康世儒的參選資格不符，於2012年6月14日宣判他當選無效。
康世儒主張，其參選資格係經過內政部及中央選舉委員會同意。內政部民政司副司長林清淇表示，地方制度法第55至57條「連選得連任一次」條文的用字是「次」，而非「屆」，是指連續參加二「次」同一職務的選舉並當選就任，才屬連選連任，中間若有中斷，就不屬連選連任。
但苗栗地院合議庭表示，「連選得連任一次」的立法意旨是「為了避免民選地方首長因長期久任，壟斷政治資源而產生流弊」；並指出若依內政部的見解，有可能出現同一人在十六年內，擔任十四年以上地方首長的情形，
所以內政部的解釋顯然已經違反地方制度法的立法意旨；合議庭也聲明，「連選得連任一次」應解釋為「同一職務連續兩屆均曾當選就任，第三屆不論是改選或補選，仍是連選連任」。
2012年11月，臺中高分院二審見解大致與苗栗地院一審相同，所以判決康世儒當選無效確定。

## 修法
立法院2014年1月14日三讀通過「地方制度法修正案」，因康世儒三度當選引發的爭議，明定鄉、鎮、市長「每屆任期四年，連選得連任一『屆』」。